# Mun coreano

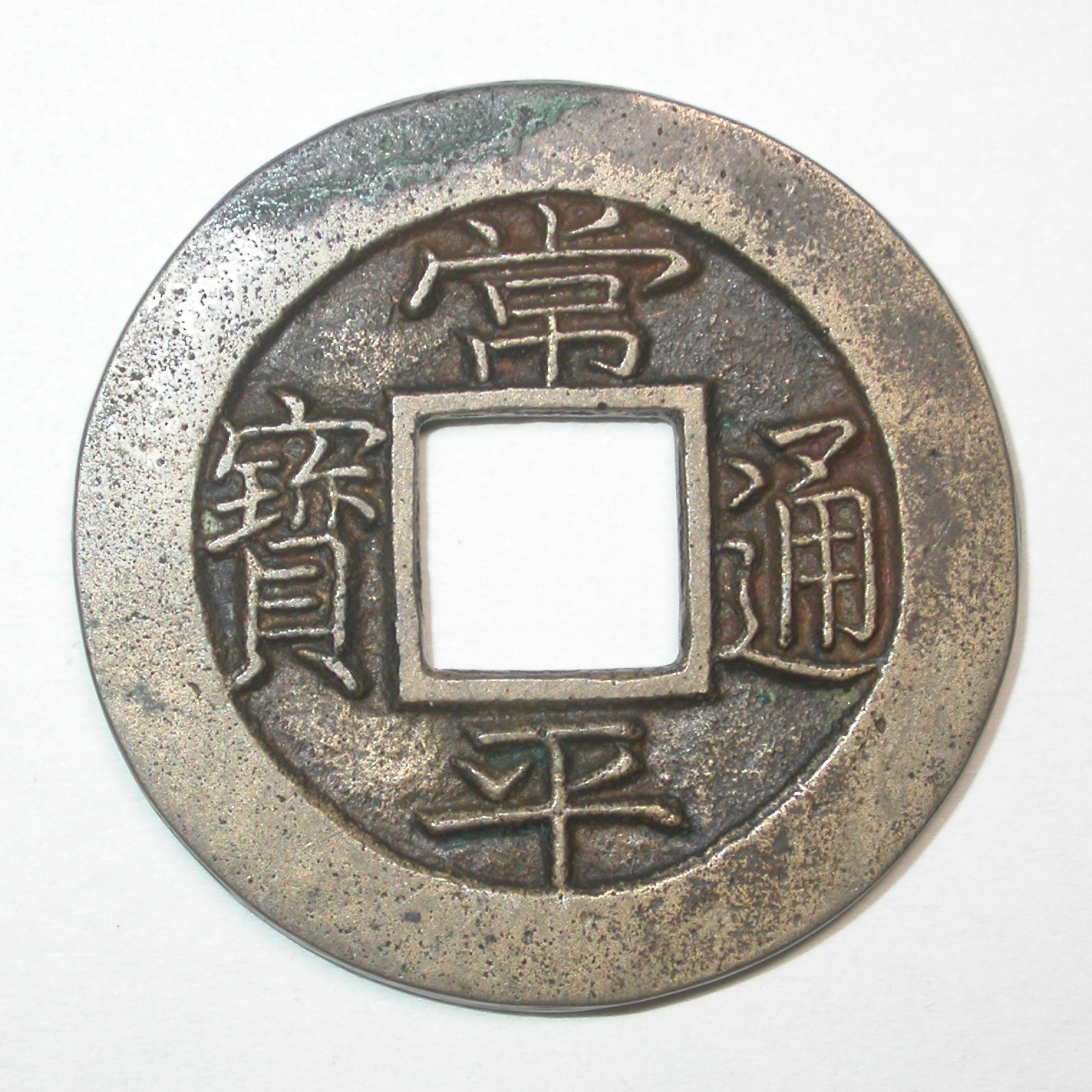
Sangpyeong Tongbo

Il mun fu introdotto come valuta principale della Corea nel 1633 e rimase in uso fino al 1892. Assomigliava e derivava dal wén cinese (imparentato anche con il mon giapponese). Le monete denominate in mun erano in rame o bronzo ed avevano forma circolare con un foro quadrato al centro. Nel 1888 fu coniato un numero limitato di monete denominate in mun e won (pari a 1 000 mun). Il mun fu sostituito nel 1892 con l'introduzione dello yang.

## Storia
Il primo uso documentato di moneta in Corea appare nell'era Goryeo (918–1392). All'inizio di tale periodo, sebbene fossero in circolazione alcune monete di importazione cinese, venivano comunemente usate monete in natura, come i cereali e il lino. Nei secoli X e XI, furono emesse monete di ferro e rame, insieme a monete d'argento a forma di vaso, ma non ebbero mai ampia circolazione.
Fu solo all'inizio dell'era Joseon (1392–1910) che le monete di rame vennero coniate per l'ampia circolazione. Il jeohwa (저화/楮貨), realizzato all'inizio del periodo Joseon utilizzando la carta ottenuta con la corteccia del gelso, divenne la prima moneta cartacea legale e fu usato come mezzo di scambio in luogo delle monete fino alla sua scomparsa, avvenuta all'inizio del XVI secolo. Dal XVII secolo fino alla fine del XIX, le monete denominate in mun riportanti l'iscrizione Sangpyeong Tongbo (상평통보, 常平通寶) furono la valuta che ebbe la più ampia circolazione.